# 虞好善
虞好善（？—？），順天大興人，清朝官员。吏員出身。

## 生平
1764年（乾隆二十九年）上任台灣竹塹巡檢，是。為第八任竹塹巡檢，奉旨接替胡炯。其後官職被裁撤。